# 柘植六之丞
柘植六之丞（つげ ろくのじょう、生没年不詳）は、江戸時代後期の伊賀流忍者。

## 活躍
本名は重吉。幕府江戸城に属したお庭番将軍直属の隠密。幕末、弘化ごろ（1844年 - 1847年）に薩摩藩島津家の探索を命ぜられた。薩摩藩は関ヶ原以来、幕府の監視を恐れ、厳重な鎖国対策を取り続け、他国者の潜入を警戒。無事に江戸に戻った隠密は皆無だった。当時、藩主の継嗣問題（お由羅騒動）で争いが起きていた。ようやく潜入に成功したが、見破られ、逆に謀略にかかり六之丞は斬られた。
| スタブアイコン | サブスタブ | この項目は、まだ閲覧者の調べものの参照としては役立たない、人物に関連した書きかけの項目です。この項目を加筆・訂正などしてくださる協力者を求めています（P:人物伝/PJ:人物伝）。 |